# МБАЛББ „Света София“
МБАЛББ „Света София“, Многопрофилна болница за активно лечение по белодробни болести „Света София“ ЕАД, е университетска многопрофилна болница за активно лечение по белодробни болести, намираща се в София в две бази с адрес бул. Акад. Иван Гешов №17 и бул. Акад. Иван Гешов №19, Телефон: 02 8054210.
Болницата се използва и за обучение на студенти в Медицинския университет в София, специализиращи и специалисти.

## История
Историята на болницата започва от 1941 г., когато е създадена Противотуберкулозна болница и е наследник на Научен Институт по Белодробни Болести, създаден през 1974 г.

## Ръководство
- Изпълнителен директор: Любчо Пенев
- Зам. изпълнителен директор: доц. д-р Ваня Юрукова, д.м.
- Зам. директор: проф. д-р Димитър Костадинов, д.м.
- Главна медицинска сестра: Веселина Ганчева

## Структура
- Диагностично-консултативен блок, в състава на който влизат четири консултативни кабинета, бронхологично отделение, отделение за образна диагностика, отделение по патоморфология, отделение за кинезитерапия, микробиологична лаборатория, лаборатория функционално изследване на дишането, клинична лаборатория
- База 1, с адрес бул. Акад. Иван Гешов 19, в състава на която влизат първа и втора терапевтични клиники за лечение на неспецифични белодробни болести при възрастни пациенти, КАИЛ, клиника за гръдна хирургия, администрация и болнична аптека
- База 2, с адрес бул. Акад. Иван Гешов 17, в която влизат трета терапевтична клиники за лечение на неспецифични белодробни болести при възрастни пациенти, клиника по белодробна туберкулоза, детска клиника